# Akiko Amamatsuri
Akiko Nakano, conocida por su nombre artístico Akiko Amamatsuri (朱花伽寧 Amamatsuri Akiko?) (Shizuoka, Japón; 7 de julio de 1964) es una actriz de cine, televisión y doblaje japonesa, conocida por su participación en series y películas de Super Sentai.